# Öwnboss
Eduardo Fornasa Zaniolo (Santa Catarina, 16 de junho de 1989), mais conhecido pelo seu nome artístico Öwnboss, é um produtor musical e DJ de música eletrônica (EDM) brasileiro.
É mais conhecido por seu single "Move Your Body" em colaboração com Sevek, que se tornou um hit global, com mais de 200 milhões de streams. A faixa também foi a 4ª música mais tocada no mundo em 2022, de acordo com a lista da 1001Tracklists, e recebeu o prêmio de "Melhor Música de Bass House do Ano" no EDM Awards de 2022 e entrou para a trilha sonora oficial do jogo F1 da EA Sports.

## Carreira musical
A música de Öwnboss é caracterizada por seu ritmo animado e linhas de baixo fortes. Seu som lhe rendeu uma base de ouvintes leal entre os fãs de EDM, bem como aclamação da crítica da indústria. Foi destaque em grandes gravadoras como Spinnin' Records e Ultra Records, e atualmente é exclusivo da Musical Freedom, a gravadora de Tiësto.
Além de "Move Your Body", Öwnboss lançou várias outras faixas populares, incluindo "Papapo" e "Left & Right", bem como remixes para artistas renomados como Tiësto, David Guetta. e Dimitri Vegas Sua música tem sido uma presença constante no gênero Bass House, liderando as paradas da Beatport por 11 meses consecutivos. Öwnboss foi nomeado um dos 20 artistas mais promissores do ano pela One World Radio da Tomorrowland em 2022. No mesmo ano, foi o terceiro artista brasileiro mais ouvido no mundo e "Move Your Body" foi a segunda música brasileira mais ouvida no exterior, ficando apenas atrás de "Envolver" da Anitta.
A popularidade de Öwnboss também se estende às suas apresentações ao vivo, que atraem grandes públicos em alguns dos clubes e festivais mais prestigiados do mundo. Ele se apresentou em eventos como o Mainstage do Tomorrowland, Rock in Rio, Lollapalooza, Creamfields, Ushuaïa Ibiza, Parookaville Festival, F*** Me I'm Famous, Green Valley, Laroc Club e Festival Só Track Boa, entre outros.